# Hank Greenberg
Henry Benjamin Greenberg (ur. 1 stycznia 1911, zm. 4 września 1986) – amerykański baseballista, który występował na pozycji pierwszobazowego.

## Życiorys
Greenberg urodził się w rodzinie żydowskich emigrantów pochodzących z Rumunii. Po ukończeniu szkoły średniej grał w baseball w półzawodowych zespołach z Nowego Jorku, gdzie był obserwowany przez skautów New York Giants i New York Yankees.
We wrześniu 1929 roku podpisał kontakt z Detroit Tigers wart 9 tysięcy dolarów. Zawodową karierę rozpoczynał jednak w zespołach niższych lig, między innymi w Raleigh Capitals i Hartford Senators. W Major League Baseball zadebiutował 14 września 1930 w meczu przeciwko New York Yankees i był to jedyny mecz, który rozegrał w sezonie. Przez kolejne dwa lata występował w klubach farmerskich Tigers, w Evansville Hubs i Beaumont Exporters.
W 1933 roku, pierwszym pełnym sezonie w Detroit Tigers rozegrał 117 meczów. Dwa lata później zwyciężając w American League w klasyfikacji pod względem zdobytych home runów (36) i zaliczonych RBI (170) oraz mając średnią uderzeń 0,328, został wybrany najbardziej wartościowym zawodnikiem. W tym samym sezonie wystąpił w World Series, gdzie Tigers pokonali Chicago Cubs w sześciu meczach; w drugim meczu finałów złamał nadgarstek po tym, jak został uderzony piłką przez miotacza Cubs Fabiana Kowalika i nie zagrał w następnych spotkaniach. W sezonie 1936 wystąpił w zaledwie dwunastu meczach, odnosząc ponownie kontuzję nadgarstka po starciu z zapolowym Washington Senators Jakiem Powellem.
W sezonie 1937 po raz pierwszy w karierze wystąpił w Meczu Gwiazd. Rok później próbował pobić rekord Babe’a Rutha, który dziesięć lat wcześniej zdobył 60 home runów; Greenberg zdobył dwa home runy mniej. W 1940 zaliczył najwięcej w lidze doubles (50), home runów (41), zaliczył najwięcej RBI (150), miał najlepszy slugging percentage (0,670) i on-base percentage (1,103) i został po raz drugi w karierze wybrany MVP American League. W tym samym roku wystąpił w World Series, w którym Detroit Tigers ulegli Cincinnati Reds w siedmiu meczach. Podczas II wojny światowej w latach 1941–1945 służył w United States Army Air Forces.
Do zawodowego baseballu powrócił w sezonie 1945, w którym Tigers pokonali w World Series Chicago Cubs w siedmiu meczach. W styczniu 1947 podpisał kontrakt z Pittsburgh Pirates wart 75 tysięcy dolarów. Po raz ostatni wystąpił 18 września 1947 roku. Po zakończeniu kariery był między innymi członkiem zarządu klubu Cleveland Indians. W 1956 wybrano go do Galerii Sław Baseballu. Zmarł na raka nerki 4 września 1986 w wieku 75 lat.

## Nagrody i wyróżnienia
| Nagroda/wyróżnienie          | Lata                         | Źródło |
| 2× MVP American League       | 1935, 1940                   | [ 11 ] |
| 5× All-Star                  | 1937, 1938, 1939, 1940, 1945 | [ 4 ]  |
| 2× zwycięzca w World Series  | 1935, 1945                   | [ 1 ]  |
| Baseball Hall of Fame        | od 1956                      | [ 10 ] |
| # 5 zastrzeżony przez Tigers | 1983                         | [ 12 ] |